# Барщевский, Иван Фёдорович
Ива́н Фёдорович Барще́вский (1851, Санкт-Петербург — 1948, Коломенское) — русский патриарх российской архитектурной фотографии, запечатлевший на стеклянные негативы тысячи объектов национального культурного наследия по всей стране.
В музее архитектуры им. Щусева, Ростовском музее-заповеднике, Коломенском и других собраниях хранятся около 3000 его фотографий. На протяжении 15 лет, с 1882 по 1896 годы, Барщевский издал на собственные средства 47 альбомов по русскому искусству. О многих памятниках архитектуры, уничтоженных в советское время, можно судить только по его фотографиям. Заслуженный деятель искусств РСФСР (1946).

## Биография
Иван Барщевский родился в 1851 году в Лужском уезде Петербургской губернии в семье бедного петербургского чиновника.
До совершеннолетия обучался дома ремёслам, рисованию и фотографии под руководством отца. В возрасте 18 лет уехал на заработки в Санкт-Петербург, работал два года в железнодорожных мастерских. С юности увлекаясь фотографией, устроился в 1870 году ретушёром в студии придворного фотографа Карла Бергамаско, посещал «рисовальные классы» художника Василия Григоровича, издателя журнала «Изящные искусства». Он был одним из тех, кто принёс фотографию в русскую провинцию.

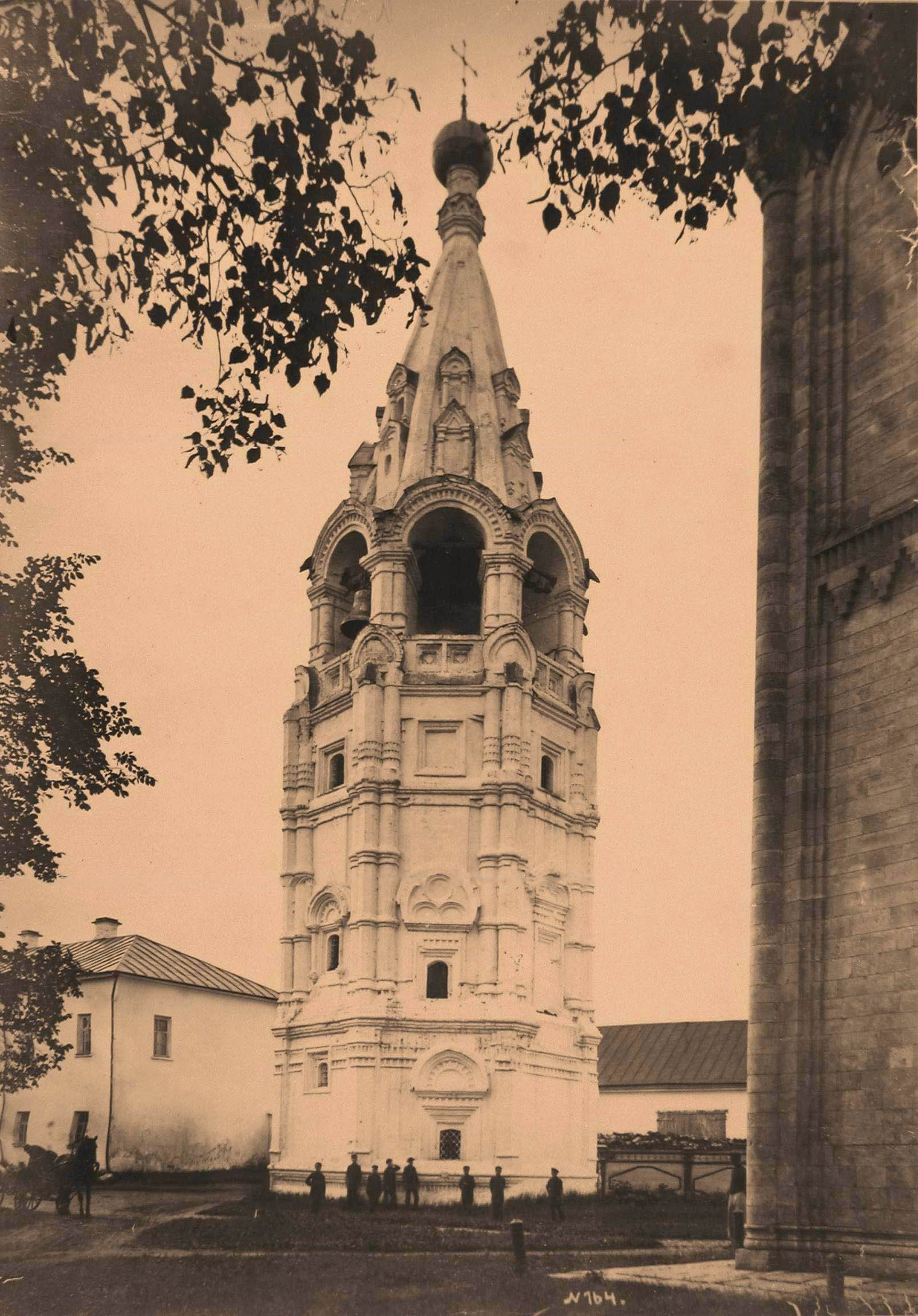
Колокольня Богородице-Рожденственского монастыря на фото Барщевского, 1882-1883 гг.

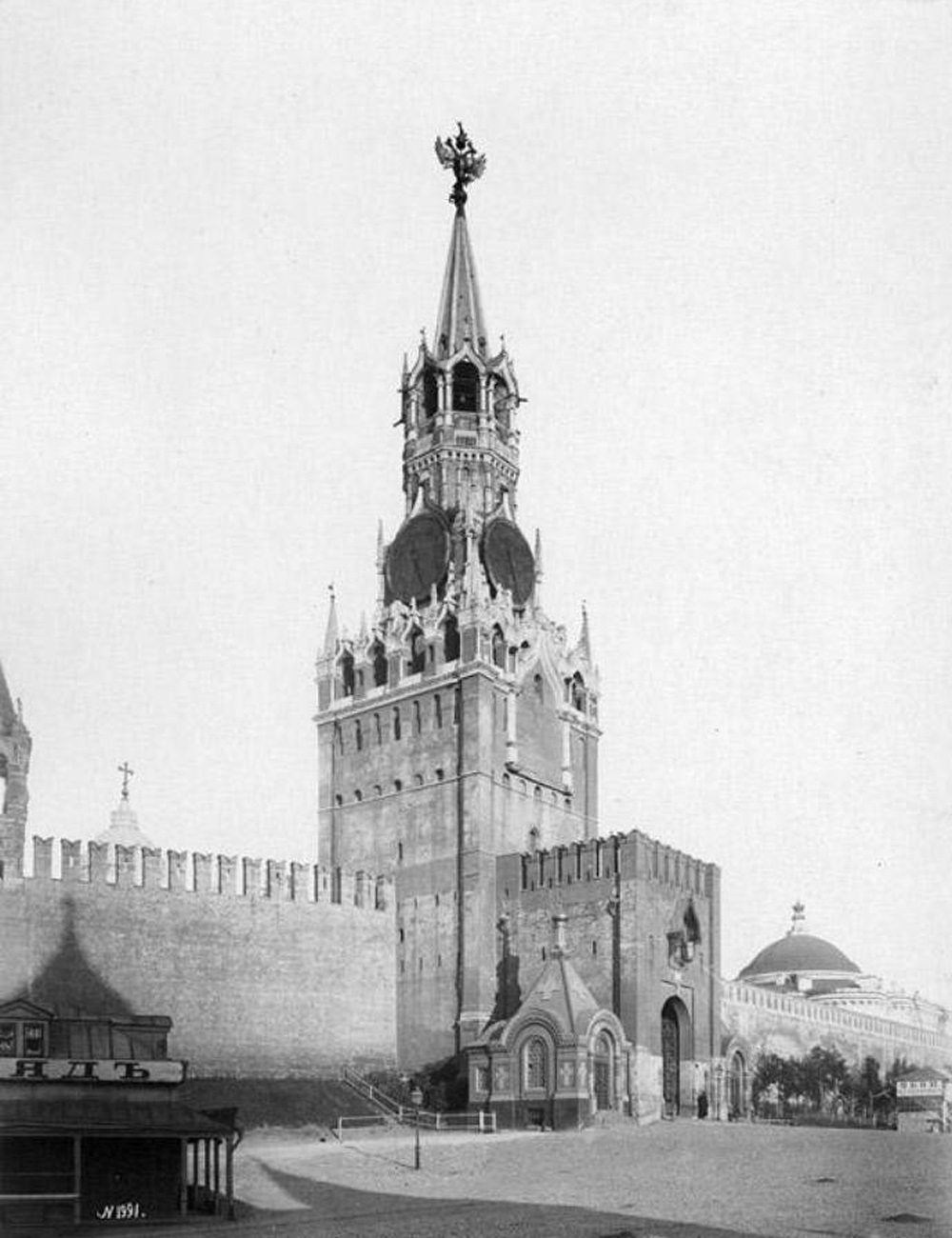
Спасская башня Московского Кремля на фото Барщевского, около 1889 г.

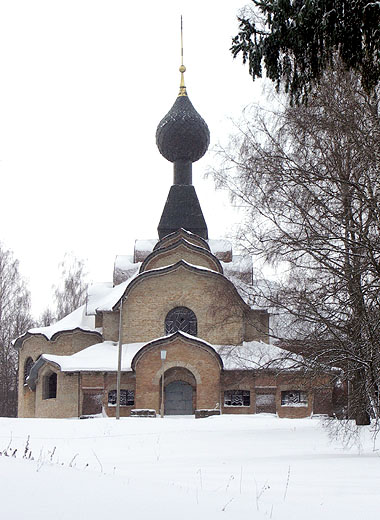
Храм Святого Духа в Талашкине, в проектировании которого участвовал Барщевский

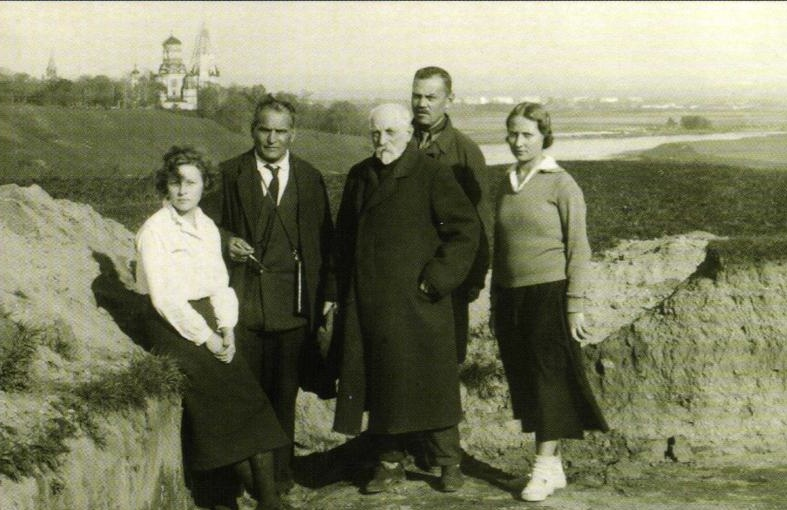
Раскопки на Дьяковом городище с Барщевским, 1935 г.

В 1875 году Иван Фёдорович женится на девушке, также связанной с фотографией. В 1877 году вместе с женой переехал в Ростов, где открыл портретную фотомастерскую, а также выполнил фиксационные фотографии сокровищ Ростовского кремля, которым, по мнению краеведов того времени, грозило скорое разрушение.
Барщевский стремился к наиболее полному и точному документированию историко-культурных памятников, снимая их с разных ракурсов. Он усовершенствовал фотоаппарат с кассетой размером 18 × 24 см так, чтобы иметь возможность печатать фотографии для издания непосредственно с негатива и, не прибегая к увеличению, достигать наилучшей чёткости изображения. Фотоработы, сделанные в Ростове, привлекли сочувственное внимание Алексея Уварова, Ивана Забелина и других знатоков старины.
С 1879 года сосредоточился на фотофиксации ярославских храмов и древностей, в 1886 году окончательно перебрался в Ярославль и жил там примерно до 1897 года. С примерно 1881 года начал нумеровать свои исторические негативы и вначале часто ставил подпись о своих правах на фотографию.
В 1880-е и 1890-е годы в звании «фотографа Императорской Академии художеств» Барщевский сотрудничал с Московским археологическим обществом, Императорской археологической комиссией, с видными исследователями древнерусской архитектуры — Николаем Султановым, Владимир Сусловым; провёл фотофиксацию древних храмов Москвы и всего «Золотого кольца», выезжал на съёмки в Вологду, Галич, Муром и Астрахань, а также на Кавказ, руководил мастерской художественных моделей. В работе использовал фотокамеру 18 х 24 см с кассетой собственной конструкции. В 1883 году Московское археологическое общество избрало Барщевского своим членом-корреспондентом.
В 1891—1892 годы Барщевский сопровождал Никодима Кондакова в экспедиции в Сирию и Палестину, где сделал не менее тысячи фотографий раннехристианского искусства, многие из которых опубликованы.
Барщевский стал одним учредителей Ярославского фотографического общества в 1894 году. Был участником VII (Ярославль, 1887) и VIII (Москва, 1890) археологических съездов.
В 1897 году по приглашению княгини Марии Тенишевой переехал в Смоленск, чтобы возглавить художественно-промышленную школу и музей «Русская старина» в Талашкине. В самом начале XX века активно сотрудничал с княгиней в строительстве в её имении храма храма Святого Духа в Талашкине.
В 1884 году вышел первый его альбом, состоявший из девяти томов (номерные фотографии № 1—483), первые номера были посвящены Ярославлю. С 1881 по 1899 год он сделал 2717 негативов, из которых 1462 снимка по архитектуре, 1245 — по декоративному искусству.
В 1910 году коллекция негативов Барщевского была передана в Императорское Строгановское училище, а в 1912 году вышел полный каталог фотографий. В начале XX века Барщевский издал брошюры «Исторический очерк города Ярославля», «Несколько слов из истории искусства скоморохов», а также каталог музыкальных инструментов музея в Талашкине.
С 1936 года Барщевский жил в Коломенском у архитектора-реставратора Петра Барановского, работая хранителем музея-заповедника.
Скончался в 1948 году и был похоронен близ храма Усекновения главы Иоанна Предтечи в селе Дьяковском (ныне Дьяковское кладбище). В конце 1970-х (когда почти уничтожили это кладбище) могилу перенесли на Хованское кладбище.
Игорь Грабарь широко использовал фотоматериалы Ивана Барщевского для иллюстрации «Истории русского искусства».

## Оценка деятельности

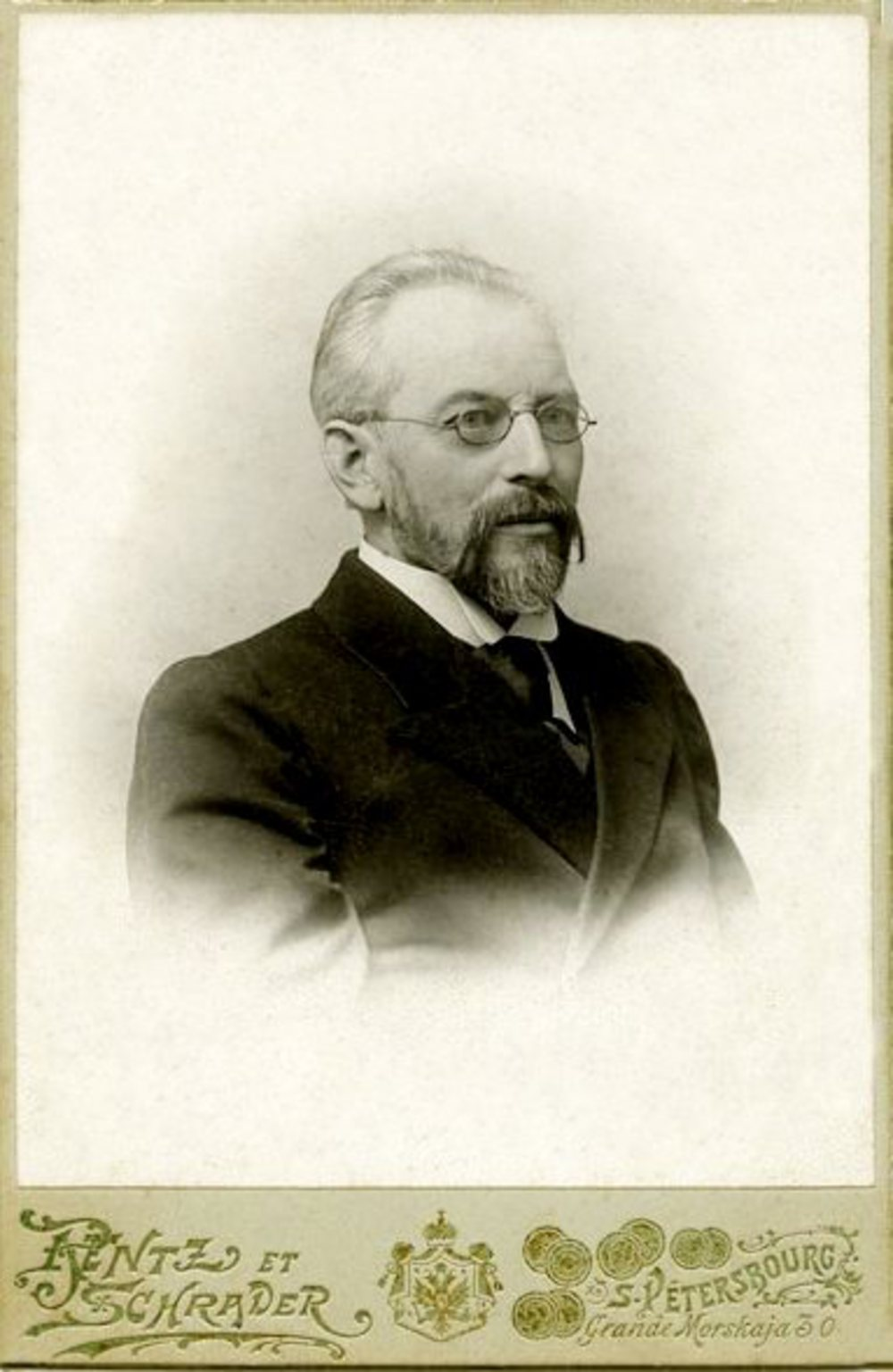
И. Ф. Барщевский. Начало XX века.

- «Этот очень искусный и старательный фотограф решился снимать все замечательное по части древней русской архитектуры, все, что в ней важно и интересно для этой науки, но до сих пор нигде не было издано» (В. В. Стасов, 1880-е годы).
- «И. Ф. Барщевским был выработан метод съемки памятника архитектуры, которым пользуются фотографы и сейчас. Мастер снимает здание с различных наиболее выигрышных точек, потом делается съемка частей фасада, далее интерьер и его детали, все заканчивается фотографированием декора стен и утвари, наполняющей интерьер. Работы Барщевского не однообразны, так как для каждого объекта он находил особую точку съемки, показывающую всю красоту и своеобразие постройки» (Российская музейная энциклопедия).